# 허후 (1588년)
허후(許厚, 1588년 ~ 1661년)는 조선시대 중기의 문신, 성리학자, 작가, 시인이다. 본관은 양천(陽川)으로 자는 중경(重卿), 호는 관설(觀雪) 또는 돈계(遯溪), 일휴(逸休)이다. 인조 반정 이후 북인으로서는 처음으로 출사한 인물들 중의 한사람이며, 제1차 예송 논쟁 때는 다른 북인 당원들과 함께 남인인 허목, 윤휴 등의 견해에 동조하였다. 우의정 허목의 사촌형이며, 정구·장현광(張顯光)의 문인이다.

## 생애
아버지는 양천현감 허양(許亮)이고, 포천현감 허교의 조카이다. 당색으로는 북인가문 출신으로, 증조부 허자는 초기 사림파 김굉필의 문인인 김안국에게서 수학하였다. 어려서 숙부 허교의 임지를 따라 사촌동생인 허목과 함께 한강 정구의 문하가 되었다. 정구 사후에는 장현광의 문인이 되었다. 당색으로는 북인이었으나 광해군의 인목대비 폐모론에 반대하여 출사하지 않고 고향으로 되돌아가 학문 연구에 전념하였다.
1623년(인조 1) 인조반정 직후 북인이 숙청되었으나 그는 숙청되지 않고 이항복의 천거로 내시교관(內侍敎官)에 임명되었다. 1627년 정묘호란 때 의병장 김창일(金昌一)을 보좌하여 싸웠으며, 난이 끝난 후 제용감직장(濟用監直長)에 임명되어 인조반정 이후 북인계 인물로는 처음으로 서인과 남인의 연합 정권에 참여하였다.
1633년 사도시주부(司導寺主簿)를 거쳐 지평현감에 임명되었는데 횡포가 심한 지역 유지들과 내노비(內奴婢) 들을 잡아다가 매질을 하거나 투옥 등 형벌을 엄중히 다스렸는데, 그 중 내수사의 노비 한명이 곤장을 맞다가 죽었으므로 사헌부와 사간원으로부터 남살(濫殺)하였다는 탄핵을 받고 투옥되었으나, 그의 선정에 감읍한 백성들의 탄원 상소로 풀려났다.
그 뒤 관직을 사양하고 치악산에 은거하며 성리학 연구에 치중하였으나 인조의 거듭된 부름을 받고 의성현령으로 복귀했으며 이후 형조좌랑·공조좌랑을 거쳐 은산현감으러 나갔다가 세자익위사좌익위 등을 역임했다. 1649년 인조가 죽자 사직하고 강원도 원주로 내려갔으며, 1656년(효종 7) 사헌부지평·장령·부사 등에 임명되었으나 고사하고 교지를 반납, 취임하지 않았다. 1659년(효종 11년) 효종이 갑자기 사망하자 소환되어 장악원정(掌樂院正)이 되고, 효종의 국장에 참여하였다. 1660년 효종의 계모인 자의대비(慈懿大妃)가 입는 상복의 복상문제로 남인과 서인 간에 예송논쟁이 일어나자, 송시열, 송준길, 김수흥 등 서인의 기년설(朞年說, 1년 상복설)에 반대하여 남인인 허목, 윤휴 등과 함께 3년상을 주장했다. 그 외에도 북인 계열인 윤선도 등이 남인과 함께 3년상 설을 지지하였다.
그러나 서인의 기년설이 채택되고 윤선도는 유배되고 허목이 삼척부사로 좌천당하자 관직을 사퇴하고 낙향, 《거관지절》(居官之節)을 지어 왕사부동례설을 설명, 남인의 입장을 변호하였다. 여러 문하생을 길러냈는데, 그는 양반 사대부가 아닌 중인, 서얼들도 배우고자 하는 이가 있으면 문인으로 받아주어 글과 학문을 가르쳤다. 그의 문인 중에 한 명은 신무이다. 원주 도천서원(陶川書院)에 제향되었다. 저서로는 《돈계집》이 있다.

## 가족 관계
- 증조부 : 허자(許磁, 1495년 - 1551년)
- 할아버지 : 허강(許橿, 1520년 - 1592년)
  - 백부 : 허희(許喜)
  - 숙부 : 허교(許僑, 1567년 - 1632년)
- 아버지 : 허양(許亮, 1563년 - ?)

## 저서
- 《돈계집》
- 《거관지절》(居官之節)
- 시집 《돈계유편》

## 같이 보기
| - 예송 - 인조 반정 - 허목 - 윤휴 - 윤선도 - 홍우원 - 송시열 - 송준길 - 김수항 - 김수흥 - 윤선거 - 윤증 | - 북인 - 예학 - 성리학 - 정구 - 장현광 - 신무 - 김집 - 이산해 - 허자 |